# Torre Caja Madrid
Torre Caja Madrid — хмарочос в Мадриді, Іспанія. Висота 45-поверхового будинку становить 250 метрів. Будівництво було розпочато в 2004 і завершено в 2008 і відкритий в 2009 році. Проект хмарочосу було розроблено Норманом Фостером. 
Спочатку планувалось, що в будинку буде розташована штаб-квартира нафтової компанії Repsol YPF, а хмарочос буде називатися Вежа Repsol. Однак в 2007 році Repsol YPF продала будинок компанії Caja Madrid за 815 млн. .